# Brachychilus
Brachychilus – rodzaj chrząszczy z rodziny kózkowatych i podrodziny zgrzypikowych.

## Zasięg występowania
Przedstawiciele tego rodzaju występują w Chile oraz Argentynie.

## Systematyka
Do Brachychilus należą 4 gatunki:
- Brachychilus chevrolatii
- Brachychilus literatus
- Brachychilus scutellaris
- Brachychilus wagenknechti